# I cinepatici
I cinepatici è stato un programma televisivo italiano di genere talk show condotto da Mauro Donzelli, andato in onda su Coming Soon Television dal 2009 al 2012, con pause estive, il sabato dalle 16:00 alle 17:00.
Il programma, che approfondiva con ospiti in studio un particolare argomento legato all'attualità cinematografica, si compone di tre stagioni: la prima intitolata I cinepatici - Su×geeks, la seconda I cinepatici - Stagione 2 e la terza I cinepatici3 (abbreviato in C3).

## Puntate

### Prima stagione
| N° | Titolo                                    | Prima visione     | Argomento                                                     | Ospiti                                                                           |
| -- | ----------------------------------------- | ----------------- | ------------------------------------------------------------- | -------------------------------------------------------------------------------- |
| 1  | L'anno che verrà                          | 26 settembre 2009 | Film della stagione 2009/2010                                 | Francesco Marchetti, Ilaria Ravarino, Valerio Salvi, Melina Podestà              |
| 2  | Quentin Tarantino: bastardo senza gloria? | 3 ottobre 2009    | Bastardi senza gloria e Quentin Tarantino                     | Federica Aliano, Robert Bernocchi, Angela Cinicolo, Roan Johnson, Raffaele Meale |
| 3  | Star System                               | 10 ottobre 2009   | Star System                                                   | Andrea D'Addio, Claudia Catalli, Boris Sollazzo, Carola Proto, Adriano Ercolani  |
| 4  | I geni della lampada                      | 24 ottobre 2009   | Pixar                                                         | Marta Cagnola, Pierpaolo Festa, Gabriele Niola                                   |
| 5  | Il lungo Halloween                        | 31 ottobre 2009   | Cinema horror                                                 | Daniela Catelli, Francesco Lomuscio, Mirko Lomuscio, Marco Viola                 |
| 6  | Essere Johnny Depp                        | 7 novembre 2009   | Johnny Depp                                                   | Maruska Albertazzi, Adriano Ercolani, Nicoletta Gemmi, Eleonora Saracino         |
| 7  | Disastri a Hollywood!                     | 14 novembre 2009  | Film catastrofici                                             | Gianluigi Ceccarelli, Michela Greco, Valerio Sammarco, Roberto Schinardi         |
| 8  | The Twilight Saga                         | 21 novembre 2009  | The Twilight Saga                                             | Saverio Berrettini, Robert Bernocchi, Alessandra Pellegriti, Domitilla Pirro     |
| 9  | Romance & Comedy                          | 28 novembre 2009  | Commedie romantiche                                           | Claudia Catalli, Giampiero Francesca, Carola Proto, Giulia Steigerwalt           |
| 10 | Fratelli terribili                        | 5 dicembre 2009   | Joel ed Ethan Coen                                            | Adriano Ercolani, Raffaele Meale, Giorgio Nerone, Vittorio Renzi                 |
| 11 | Un Natale animato                         | 12 dicembre 2009  | Film d'animazione di Natale                                   | Andreas Deja, Gabriele Niola                                                     |
| 12 | Fantastici sagaioli                       | 19 dicembre 2009  | Saghe fantasy                                                 | Alessandro De Simone, Salviano Miceli, Martina Riva, Valerio Salvi               |
| 13 | Cinepanettoni                             | 24 dicembre 2009  | Cinepanettoni                                                 | Alessandro Aniballi, Francesco Lomuscio, Marco Martani, Luca Svizzeretto         |
| 14 | I film del 2009                           | 31 dicembre 2009  | Bilancio sui film del 2009                                    | Federica Aliano, Adriano Ercolani, Emanuele Rauco, Valerio Sammarco              |
| 15 | Io, Carlo e Verdone                       | 9 gennaio 2010    | Io, loro e Lara e Carlo Verdone                               | Michela Greco, Carola Proto, Robert Bernocchi, Andrea D'Addio                    |
| 16 | Sono il re del mondo!                     | 16 gennaio 2010   | Avatar e James Cameron                                        | Adriano Aiello, Francesco Alò, Alessandro De Simone e Valerio Salvi              |
| 17 | George Clooney: What Else?                | 23 gennaio 2010   | Tra le nuvole e George Clooney                                | Camilla Filippi, Nicoletta Gemmi, Daria Pomponio, Marilena Vinci                 |
| 18 | Baciami ancora                            | 30 gennaio 2010   | Baciami ancora e Gabriele Muccino                             | Gabriele Muccino, Adriano Ercolani, Carola Proto                                 |
| 19 | Cinema al femminile                       | 6 febbraio 2010   | An Education e le maggiori registe contemporanee              | Federica Aliano, Claudia Catalli, Anna Negri, Federico Pedroni                   |
| 20 | Amabile Jackson                           | 13 febbraio 2010  | Amabili resti e Peter Jackson                                 | Robert Bernocchi, Gianluigi Ceccarelli, Adriano Ercolani, Ilaria Ravarino        |
| 21 | Arrivano i mostri!                        | 20 febbraio 2010  | Wolfman e i mostri del cinema                                 | Mauro Antonini, Daniela Catelli, Francesco Lomuscio, Marilena Vinci              |
| 22 | Clint Eastwood: The last tycoon           | 27 febbraio 2010  | Invictus - L'invincibile e Clint Eastwood                     | Alessandro De Simone, Adriano Ercolani, Federico Pedroni, Ludovica Sanfelice     |
| 23 | Tim in Wonderland                         | 6 marzo 2010      | Alice in Wonderland e Tim Burton                              | Pierpaolo Festa, Federico Gironi, Raffaele Meale, Eleonora Saracino              |
| 24 | Marty Streets                             | 13 marzo 2010     | Shutter Island e Martin Scorsese                              | Federica Aliano, Adriano Ercolani, Gabriele Niola, Paolo Travisi                 |
| 25 | Stardust                                  | 20 marzo 2010     | È complicato e le star hollywoodiane degli anni ottanta e '90 | Cristina Borsatti, Antonio Bracco, Adriano Ercolani, Boris Sollazzo              |
| 26 | Io non ho paura                           | 27 marzo 2010     | Happy Family e Gabriele Salvatores                            | Giampiero Francesca, Michela Greco, Federico Pontiggia, Carola Proto             |
| 27 | Senza tetto né legge                      | 3 aprile 2010     | L'uomo nell'ombra e Roman Polansky                            | Daniela Catelli, Gianluigi Ceccarelli, Adriano Ercolani, Valerio Sammarco        |
| 28 | La zona grigia                            | 10 aprile 2010    | Green Zone e i thriller politici                              | Alessandro De Simone, Adriano Ercolani, Robert Bernocchi, Federico Pontiggia     |
| 29 | Fantastic Mr. Wes                         | 17 aprile 2010    | Fantastic Mr. Fox e Wes Anderson                              | Claudia Catalli, Federico Gironi, Federico Pedroni, Emanuele Rauco               |
| 30 | Zombie                                    | 24 aprile 2010    | Film sugli zombi                                              | Francesco Alò, Gianluigi Ceccarelli, Francesco Lomuscio, Ilaria Ravarino         |
| 31 | Supereroi                                 | 1º maggio 2010    | Iron Man 2 e i film sui supereroi                             | Federica Aliano, Mauro Antonini, Adriano Ercolani, Gabriele Niola                |
| 32 | L'uomo dei sogni                          | 8 maggio 2010     | Steven Spielberg                                              | Alessandro De Simone, Adriano Ercolani, Luca Persiani, Ilario Pieri              |
| 33 |                                           |                   |                                                               |                                                                                  |
| 34 | Il duellante                              | 15 maggio 2010    | Ridley Scott                                                  | Adriano Ercolani, Mattia Pasquini, Valerio Salvi, Boris Sollazzo                 |
| 35 | Io e Manhattan                            | 22 maggio 2010    | Woody Allen                                                   | Anna Barison, Adriano Ercolani, Giampiero Francesca, Federico Pedroni            |
| 36 | Glamourama                                | 29 maggio 2010    | Sex and the City 2 e le icone femminili della moda            | Federica Aliano, Anna Maria Pasetti, Giulia Steigerwalt, Maria Stella Taccone    |
| 37 | L'uomo dell'Apocalisse                    | 5 giugno 2010     | Francis Ford Coppola                                          | Robert Bernocchi, Daniela Catelli, Adriano Ercolani, Gabriele Niola              |
| 38 | My name is Brad                           | 12 giugno 2010    | Brad Pitt                                                     | Nicoletta Gemmi, Robert Bernocchi, Maurizio Ermisino, Antonio Bracco             |
| 39 | Il dibattito no!                          | 19 giugno 2010    | Nanni Moretti                                                 | Boris Sollazzo, Mattia Pasquini, Daniela Catelli                                 |
| 40 | Revolutionary Leo                         | 26 giugno 2010    | Leonardo DiCaprio                                             | Adriano Ercolani, Federico Pedroni, Claudia Catalli, Federico Pontiggia          |

### Seconda stagione
| N° | Titolo                               | Prima visione     | Argomento                                                        | Ospiti                                                                        |
| -- | ------------------------------------ | ----------------- | ---------------------------------------------------------------- | ----------------------------------------------------------------------------- |
| 1  | Inception - Dentro la mente di Nolan | 25 settembre 2010 | Inception e Christopher Nolan                                    |                                                                               |
| 2  | Breakable - L'ex predestinato        | 2 ottobre 2010    | Devil e M. Night Shyamalan                                       | Paola Casella, Gianluigi Ceccarelli, Andrea Fontana, Boris Sollazzo           |
| 3  | Cruise Control                       | 9 ottobre 2010    | Tom Cruise                                                       | Giampiero Francesca, Giorgio Nerone, Carola Proto, Martina Riva               |
| 4  | Like a Rolling Stone                 | 16 ottobre 2010   | Wall Street - Il denaro non dorme mai e Oliver Stone             | Daniela Catelli, Mirko Lomuscio, Gabriele Niola, Federico Pontiggia           |
| 5  | Mrs. Jolie                           | 30 ottobre 2010   | Salt e Angelina Jolie                                            | Federica Aliano, Antonio Valenzi , Andrea Pirrello, Antonio Bracco            |
| 6  | Stanley and me                       | 6 novembre 2010   | Stanley Kubrick                                                  | Alessandro De Simone, Adriano Ercolani, Federico Greco, Federico Pedroni      |
| 7  | Il curioso caso di David Fincher     | 13 novembre 2010  | The Social Network e David Fincher                               | Francesco Alò, Valentina Ariete, Michela Greco, Mattia Pasquini               |
| 8  |                                      | 20 novembre 2010  | Harry Potter e i Doni della Morte - Parte 1                      | Federica Aliano, Robert Bernocchi, Priscilla Caporro, Adriano Ercolani        |
| 9  | Il nostro cinema                     | 27 novembre 2010  | Situazione attuale del cinema italiano                           | Alessandro Aronadio, Daniele Luchetti, Lucio Pellegrini, Riccardo Tozzi       |
| 10 | Poveri Diavoli                       | 4 dicembre 2010   | L'ultimo esorcismo e i film horror a basso budget                | Mauro Antonini, Daniela Catelli, Francesco Lomuscio, Marco Triolo             |
| 11 | Ciao Mario                           | 11 dicembre 2010  | Mario Monicelli                                                  | Alessandro Bencivenni, Daniela Catelli, Valerio Sammarco, Boris Sollazzo      |
| 12 | Dreamworks: Eroi animati             | 18 dicembre 2010  | Megamind e la Dreamworks Animation                               | Robert Bernocchi, Emanuele Rauco, Federica Aliano, Mattia Pasquini            |
| 13 | Buone feste - Tanto cinema           | 25 dicembre 2010  | Film delle feste di Natale 2010                                  | Adriano Ercolani, Fabio Falzone, Michela Greco, Chiara Guida                  |
| 14 | Senza titolo                         | 1º gennaio 2011   | Film più importanti del 2010                                     | Alessandro De Simone, Adriano Ercolani, Caterina Gangemi, Valerio Salvi       |
| 15 | Fortissimamente Fockers              | 15 gennaio 2011   | Vi presento i nostri e i film comici americani                   | Valentina Ariete, Antonio Bracco, Chiara Francini, Lorenzo Ormando            |
| 16 | Un viaggio chiamato Michele          | 22 gennaio 2011   | Vallanzasca - Gli angeli del male e Michele Placido              | Gaetano Bruno, Boris Sollazzo, Jasmine Trinca, Antonio Valenzi                |
| 17 | Folle con stile                      | 29 gennaio 2011   | Parto col folle e Robert Downey jr.                              | Adriano Ercolani, Valeria Roscioni, Valerio Salvi, Marilena Vinci             |
| 18 | Tutto su Almodóvar                   | 5 febbraio 2011   | Pedro Almodóvar                                                  | Federica Aliano, Mattia Pasquini, Andrea Pirrello, Emanuele Rauco             |
| 19 | Ritratto di una diva                 | 12 febbraio 2011  | Rabbit Hole e Nicole Kidman                                      | Priscilla Caporro, Giampiero Francesca, Valentina Izumi, Gabriele Niola       |
| 20 | La nuova frontiera                   | 19 febbraio 2011  | Il Grinta e i film western                                       | Robert Bernocchi, Alessandro De Simone, Adriano Ercolani, Federico Pedroni    |
| 21 | Stili da Oscar                       | 26 febbraio 2011  | Darren Aronofsky, David O. Russell e Danny Boyle                 | Federico Gironi, Michela Greco, Luca Lombardini, Boris Sollazzo               |
| 22 | Senza titolo                         | 28 febbraio 2011  | Speciale: Premi Oscar 2011                                       | Adriano Ercolani, Valentina Ariete, Claudia Catalli, Ilaria Ravarino          |
| 22 | Senza titolo                         | 5 marzo 2011      | Piranha 3D                                                       | Giona Nazzaro, Adriano Ercolani, Valerio Sammarco, Francesco Lomuscio         |
| 23 | (Ri)animazione                       | 12 marzo 2011     | Rango e i film d'animazione non Pixar o Dreamworks               | Valerio Salvi, Emanuele Rauco, Adriano Ercolani, Maurizio Ermisino            |
| 24 | Nuvole parlanti                      | 19 marzo 2011     | Dylan Dog - Il film e gli adattamenti da fumetti (non supereroi) | Mauro Antonini, Gianluigi Ceccarelli, Chiara Guida, Luca Svizzeretto          |
| 25 | Senza titolo                         | 26 marzo 2011     | Amici, amanti e... e Natalie Portman                             | Federica Aliano, Michela Greco, Federico Pedroni, Valeria Roscioni            |
| 26 | Ragazze fuori                        | 2 aprile 2011     | Sucker Punch e Zack Snyder, The Ward e John Carpenter            | Alessandro De Simone, Raffaele Meale, Giona Antonio Nazzaro, Daria Pomponio   |
| 27 | Il Gladiattore                       | 9 aprile 2011     | The Next Three Days e Russell Crowe                              | Paola Casella, Adriano Ercolani, Ilaria Ravarino, Valerio Sammarco            |
| 28 | Habemus Papam                        | 16 aprile 2011    | Habemus Papam e Nanni Moretti                                    | Pedro Armocida, Gianluigi Ceccarelli, Adriano Ercolani, Boris Sollazzo        |
| 29 | John Woo                             | 23 aprile 2011    | John Woo                                                         | Massimo Galimberti, Francesco Lomuscio, Mirko Lomuscio, Giona Antonio Nazzaro |
| 30 | Sci-Fi Code                          | 30 aprile 2011    | Source Code e il cinema di fantascienza a basso costo            | Federica Aliano, Adriano Ercolani, Giorgio Nerone, Mattia Pasquini            |
| 31 | Planet Rodriguez                     | 7 maggio 2011     | Machete e Robert Rodriguez                                       | Mauro Antonini, Valentina Ariete, Robert Bernocchi, Maurizio Ermisino         |
| 32 | Codice Howard                        | 21 maggio 2011    | Il dilemma e Ron Howard                                          | Alessandro De Simone, Adriano Ercolani, Giampiero Francesca, Andrea Pirrello  |
| 33 | I giorni di Malick                   | 28 maggio 2011    | The Tree of Life e Terence Malick                                | Pedro Armocida, Gianluigi Ceccarelli, Chiara Guida, Federico Pedroni          |
| 34 | Nick il selvaggio                    | 4 giugno 2011     | Nicolas Cage                                                     | Daria Pomponio, Giona Antonio Nazzaro, Mauro Antonini, Luca Svizzeretto       |
| 35 | Fattore X                            | 11 giugno 2011    | X-Men - L'inizio                                                 | Federica Aliano, Robert Bernocchi, Boris Sollazzo, Adriano Ercolani           |

### Terza stagione
| N° | Titolo                                     | Prima visione    | Argomento                                                                                              | Ospiti                                                                                 |
| -- | ------------------------------------------ | ---------------- | --- | -------------------------------------------------------------------------------------- |
| 1  | Drive                                      | 1º ottobre 2011  | Drive e Nicolas Winding Refn                                                                           | Priscilla Caporro, Federico Pedroni, Federico Gironi                                   |
| 2  | Il metodo Cronenberg                       | 8 ottobre 2011   | A Dangerous Method e David Cronenberg                                                                  | Daniela Catelli, Paola Casella, Giona Nazzaro                                          |
| 3  | This Must be Sorrentino                    | 15 ottobre 2011  | This Must Be the Place e Paolo Sorrentino                                                              | Boris Sollazzo, Hakim Zejjari, Michela Greco, Federico Gironi                          |
| 4  | Melancholia                                | 22 ottobre 2011  | Melancholia e Lars Von Trier                                                                           | Valentina Ariete, Pedro Armocida, Daniela Catelli, Federico Gironi                     |
| 5  | Le avventure di Spielberg/Jackson          | 29 ottobre 2011  | Le avventure di Tintin - Il segreto dell'Unicorno, Steven Spielberg e Peter Jackson                    | Emiliano Morreale, Alessandro De Simone, Carola Proto, Federico Gironi                 |
| 6  | One Day Romance                            | 12 novembre 2011 | One Day e gli adattamenti da romanzi romantici                                                         | Anna Maria Pasetti, Federica Aliano, Federico Pedroni, Andrea Pirrello                 |
| 7  | The Twilight Saga: Breaking Dawn - Part 1  | 19 novembre 2011 | The Twilight Saga: Breaking Dawn - Parte 1 e la serie Twilight                                         | Robert Bernocchi, Giulia Pietrantoni, Alessandra Pellegriti, Alice Petroni             |
| 8  | Real Hugh                                  | 26 novembre 2011 | Real Steel e Hugh Jackman                                                                              | Chiara Guida, Mauro Antonini, Mattia Pasquini                                          |
| 9  | Woody Allen in Paris                       | 3 dicembre 2011  | Midnight in Paris e Woody Allen                                                                        | Marina Sanna, Alberto Crespi, Domenico Misciagna, Federico Gironi                      |
| 10 | Il nuovo cinema italiano                   | 10 dicembre 2011 | Film italiani degli ultimi anni                                                                        | Susanna Nicchiarelli, Claudio Cupellini, Roan Johnson, Francesco Lagi, Federico Gironi |
| 11 | Le idi di Clooney                          | 17 dicembre 2011 | Le idi di marzo e il cinema politico statunitense degli ultimi anni                                    | Boris Sollazzo, Gabriele Niola, Federico GIroni                                        |
| 12 | Holyday Movies                             | 24 dicembre 2011 | Film delle feste                                                                                       | Raffaele Meale, Francesco Lomuscio, Federico Pontiggia, Robert Bernocchi               |
| 13 | J. Edgar                                   | 7 gennaio 2012   | J. Edgar e Clint Eastwood                                                                              | Federico Pedroni, Alessandro De Simone, Federico Gironi                                |
| 14 | Shame                                      | 14 gennaio 2012  | Shame e Michael Fassbender                                                                             | Federica Aliano, Paola Casella, Carola Proto                                           |
| 15 | Benvenuti, immaturi!                       | 21 gennaio 2012  | Benvenuti al Sud, Benvenuti al Nord, Immaturi e Immaturi - Il viaggio                                  | Pedro Armocida, Michela Greco, Antonio Bracco                                          |
| 16 | Missioni impossibili                       | 28 gennaio 2012  | Mission: Impossible - Protocollo fantasma e L'arte di vincere                                          | Alessandro De Simone, Federico Pedroni, Federico Gironi                                |
| 17 | Il regista del Millennium                  | 4 febbraio 2012  | Millennium - Uomini che odiano le donne e David Fincher                                                | Daniela Catelli, Ilaria Ravarino, Federico Gironi                                      |
| 18 | La straordinaria invenzione di Hugo Cabret | 11 febbraio 2012 | Hugo Cabret e David Fincher                                                                            | Emiliano Morreale, Paola Casella, Valerio Sammarco, Federico Gironi                    |
| 19 | Guerre stellari                            | 18 febbraio 2012 | Guerre stellari                                                                                        | Boris Sollazzo, Mattia Pasquini, Francesca Tulli                                       |
| 20 | Knockout                                   | 25 febbraio 2012 | Knockout - Resa dei conti e Steven Soderbergh                                                          | Giona Nazzaro, Gabriele Niola, Federico Gironi                                         |
| 21 | Posti in piedi in paradiso                 | 3 marzo 2012     | Posti in piedi in paradiso e Carlo Verdone                                                             | Valeria Roscioni, Pedro Armocida, Mattia Pasquini, Carola Proto                        |
| 22 | Jason Reitman - Giovane adulto             | 10 marzo 2012    | Young Adult, Jason Reitman e Diablo Cody                                                               | Federico Pontiggia, Federica Aliano, Federico Gironi                                   |
| 23 | Magnifica presenza                         | 17 marzo 2012    | Magnifica presenza e Ferzan Özpetek                                                                    | Valentina Ariete, Michela Greco, Giulia Pietrantoni                                    |
| 24 | Luc Besson                                 | 24 marzo 2012    | Luc Besson                                                                                             | Antonio Bracco, Giampiero Francesca, Francesco Del Grosso                              |
| 25 | Furie titaniche                            | 31 marzo 2012    | | Mauro Antonini, Raffaele Meale, Adriano Ercolani, Emanuele Rauco                       |
| 26 | I pirati della Aardman                     | 7 aprile 2012    | Pirati! Briganti da strapazzo e la Aardman                                                             | Domenico Misciagna, Gabriele Niola, Federico Gironi                                    |
| 27 | Diaz                                       | 14 aprile 2012   | Diaz e i film che hanno affrontato pagine buie della storia italiana                                   | Carlo Bonini, Pedro Armocida, Boris Sollazzo, Federico Gironi                          |
| 28 | Penelope with Love                         | 21 aprile 2012   | Penélope Cruz                                                                                          | Claudia Catalli, Federica Aliano, Andrea Pirrello, Chiara Guida                        |
| 29 | Quei vendicatori della Marvel              | 28 aprile 2012   | The Avengers e i film Marvel Comics                                                                    | Mauro Antonini, Gianluca Arnone, Daniela Catelli                                       |
| 30 | Hunger Games                               | 5 maggio 2012    | Hunger Games                                                                                           | Alessandro De Simone, Federico Pontiggia, Pedro Armocida, Giulia Pietrantoni           |
| 31 | Dark Shadows                               | 12 maggio 2012   | Dark Shadows e Tim Burton                                                                              | Federica Aliano, Valentina Ariete, Federico Pedroni, Federico Bernocchi                |
| 32 | 9/11: Molto forte, incredibilmente vicino  | maggio 2012      | Molto forte, incredibilmente vicino e i film che hanno affrontato gli attentati dell'11 settembre 2001 | Pierpaolo Festa, Alessandro De Simone, Andra Pirrello                                  |
| 33 | Cosmopolis                                 | 2 giugno 2012    | Cosmopolis                                                                                             | Giona Nazzaro, Paola Casella, Federico Gironi                                          |
| 34 | La mia vita è uno zoo                      | 9 giugno 2012    | La mia vita è uno zoo e Cameron Crowe                                                                  | Federico Pedroni, Alessandro De Simone, Gabriele Niola, Giulia Pietrantoni             |
| 35 | Il dittatore Baron Cohen                   | 16 giugno 2012   | Il dittatore e Sacha Baron Cohen                                                                       | Chiara Guida, Michela Greco, Emanuele Rauco, Daniela Catelli                           |
| 36 | Rock of Ages                               | 23 giugno 2012   | Rock of Ages e i musical degli ultimi anni                                                             | Valentina Ariete, Federica Aliano, Pierpaolo Festa, Mattia Pasquini                    |